# Гамбург Фрізерс
«Гамбург Фрізерс» (нім. Hamburg Freezers) — хокейний клуб з Гамбурга, Німеччина, ща існував з 2002 по 2016 роки. «Гамбург Фрізерс», у сезонах (1999–2002) виступав під назвою «Мюнхен Баронс». Виступав у чемпіонаті Німецької хокейної ліги.

## Історія
Через фінансові проблеми власників клубу Мюнхен Баронс було прийнято рішення про переїзд команди з Мюнхена до Гамбурга.
Свій перший чемпіонат новий клуб завершив на восьмому місці в регулярному чемпіонаті та поразкою в чвертьфіналі «Айсберен Берлін» 1:4. Домашні матчі збирали в середньому по 10 713 глядачів.

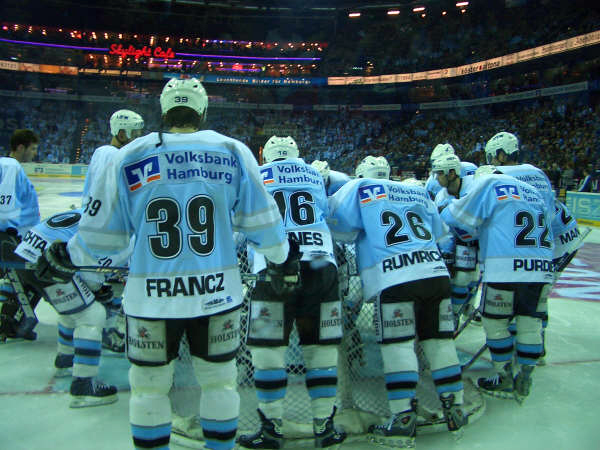
Команда перед матчем

Наступний сезон «Фрізерс» проводить більш вдало третє місце в сезоні, перемога в чвертьфіналі над «Адлер Мангейм» 5:2, 1:0, 0:3, 4:1, 0:1, 5:3 та поразка в півфіналі від «Франкфурт Ліонс» 3:1, 1:4, 7:3, 5:7, 3:5.
Третій сезон у Німецькій хокейній лізі команда з Гамбурга завершила на восьмому місці та поступилась в чвертьфінальній серії «Франкфурт Ліонс» 2:4.
Три наступні сезони клуб завершує на 6 та двічі на 7 місці, програючи щоразу чвертьфінальні серії, останню, майбутньому переможцю «Айсберен Берлін». Відчутно падає інтерес глядачів до 8834 в середньому на домашньомі матчі.
Перед сезоном 2008/09 збудовано нову домашню арену, регулярний сезон клуб завершив на восьмому місці та в плей-оф пробивалась через кваліфікацію перемогою над «Франкфурт Ліонс» 3:4, 1:2, 2:1, 2:1 ОТ, 4:2 та поразкою в чвертьфіналій серії «Айсберен Берлін» 0:4.
Два наступні сезони одні з найневдаліших чотирнадцяте та одинадцяте місце за підсумками регулярного чемпіонату.
Зміни клубу настали в сезоні 2011/12, п'яте місце в регулярному чемпіонаті та поразка в чвертьфіналі «Адлер Мангейм» 1:4. За тим же сценарієм пройшов наступний чемпіонат п'яте місце в регулярному чемпіонаті та поразка в чвертьфіналі «Айсберен Берлін» 2:4.
Сезон 2013/14 один з найкращих в історії клубу, перше місце за підсумками регулярного чемпіонату, перемога в чвертьфіналі над Ізерлон Рустерс серія 4:2 матчі 4:1 (2:0, 1:0, 1:1), 0:3 (0:2, 0:0, 0:1), 3:4 (0:1, 2:2, 1:1), 4:0 (1:0, 1:0, 2:0), 3:1 (0:0, 1:1, 2:0), 1:0 (0:0, 1:0, 0:0) та поразка в півфіналі від майбутнього переможця Інгольштадт серія 2:4 матчі 1:3 (0:1, 1:1, 0:1), 0:5 (0:0, 0:2, 0:3), 2:1 (1:1, 1:0, 0:0), 2:5 (1:0, 1:2, 0:3), 2:0 (1:0, 0:0, 1:0), 3:5 (1:2, 1:1, 1:2).
Чемпіонат 2014/15 став менш вдалим за минулий, четверте підсумкове місце в регулярному сезоні та поразка в чвертьфіналі від Дюссельдорф ЕГ 3:4.
У травні 2016 року власник команди Філіп Аншуц оголосив, що команда більше не буде спонсоруватися його компанією. Клубу було надано крайній термін до 24 травня 2016 року для пошуку покупця та нового спонсора, який не вдалося виконати, що призвело до припинення діяльності команди.

## Найсильніші гравці різних років
- Грег Андрусяк
- Александер Барта
- Володимир Голубович
- Крістіан Кюнаст
- Енді Делмор
- Артем Демков
- Александер Зульцер
- Єре Каралахті
- Андрей Недорост
- Кріш'яніс Редліхс
- Джеймі Бенн
- Юліан Якобсен
- Філіпп Дюпві
- Тед Кроулі

## Відомі тренери
- Стефан Ріше
- Білл Стюарт
- Дейв Кінг
- Шон Сімпсон

## Арена
Домашні матчі провидить на «Barclaycard Arena», що вміщує 12.947 глядачів.